# Cervejaria St. Bernardus
St. Bernardus  é uma cervejaria em Watou, Bélgica.

## Cervejas

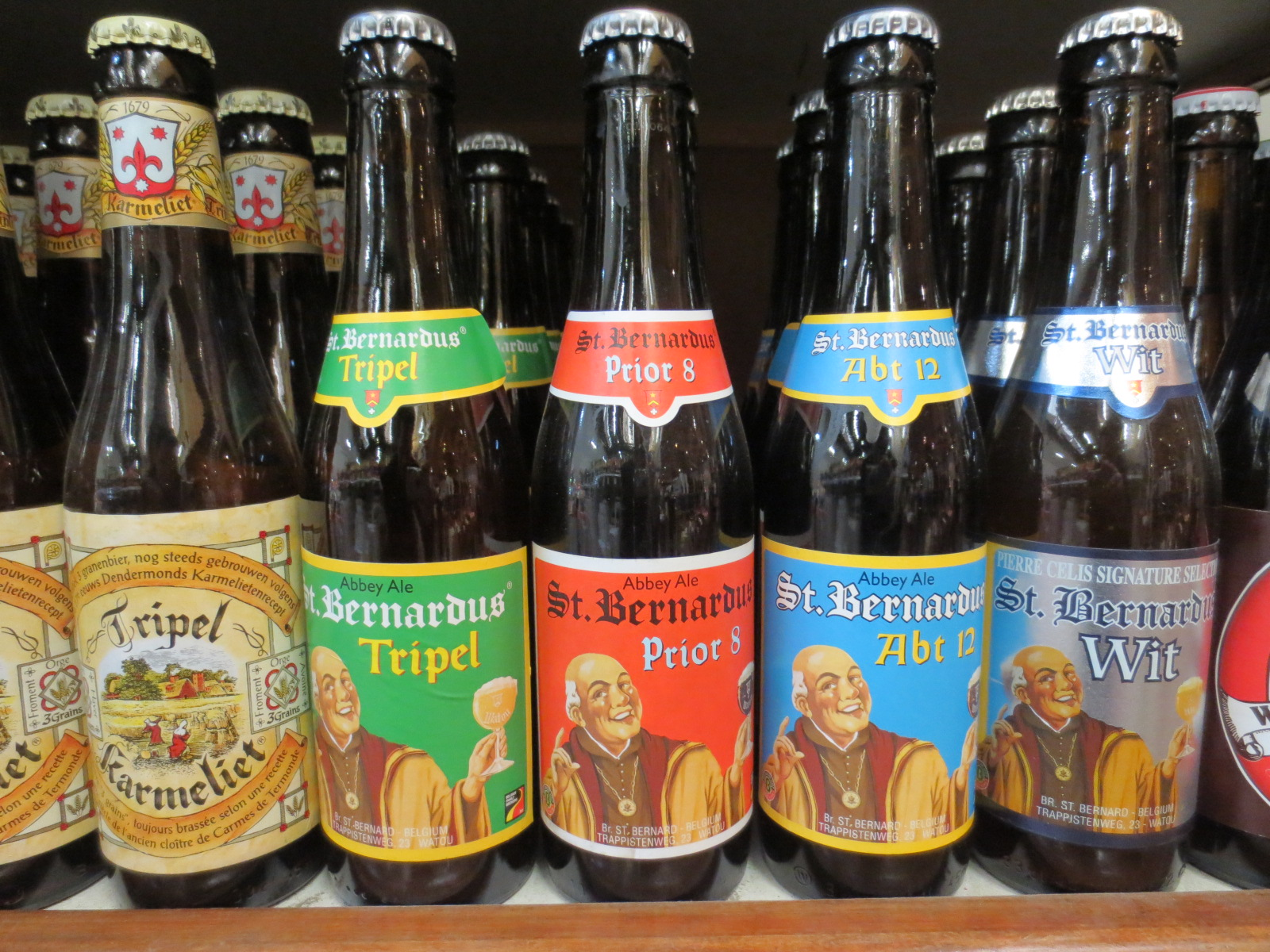
Cervejas St.Bernardus

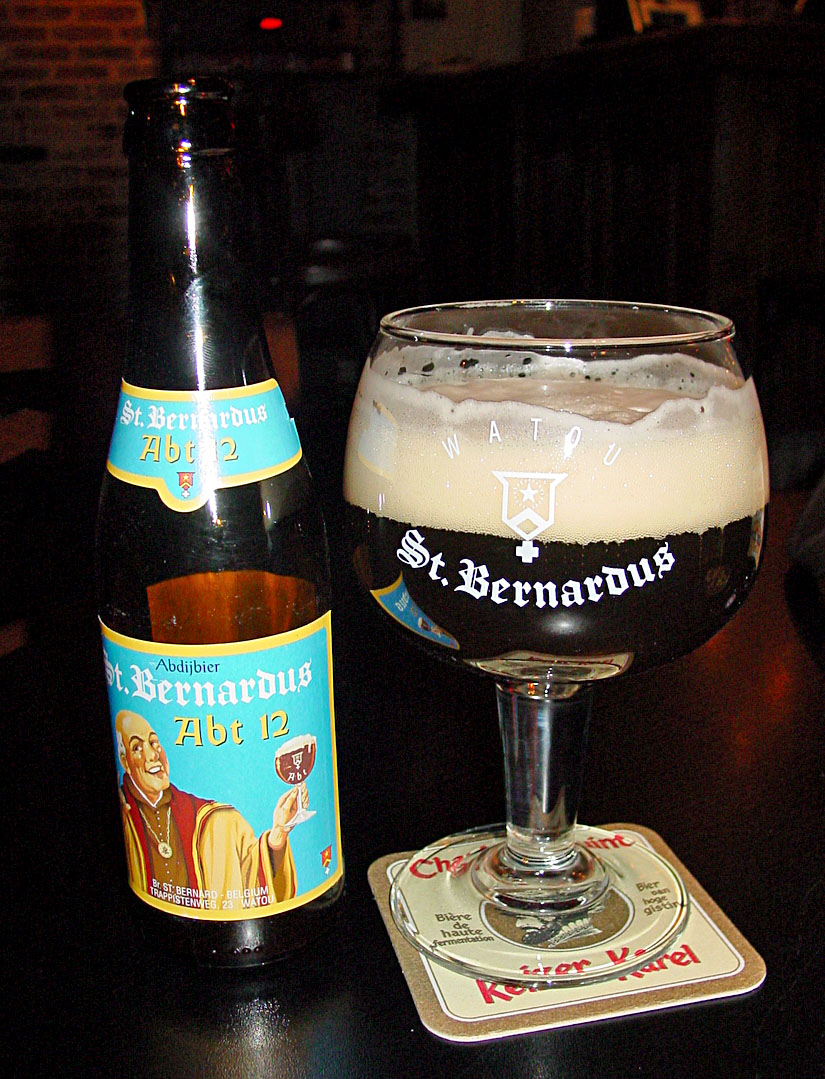
St. Bernardus Abt 12

Sete cervejas são vendidas pela St. Bernardus :
- St. Bernardus Tripel (8% ABV)
- St. Bernardus Extra 4 (4.8 ABV)
- St. Bernardus Pater 6 (6.7% ABV)
- St. Bernardus Prior 8 (8% ABV)
- St. Bernardus Abt 12 (10.0% ABV)
- St. Bernardus Witbier (5.5% ABV)
- Watou Tripel - Belgian Tripel (7.5% ABV)
- St. Bernardus Christmas Ale (10% ABV); apenas durante o inverno[2]